# Riserva naturale orientata di Sassoguidano
La riserva naturale orientata di Sassoguidano è un'area naturale protetta situata nel comune di Pavullo nel Frignano, in provincia di Modena.

## Descrizione
L'area protetta si situa tra cinque frazioni più una in cui ha sede la riserva, ovvero Sassoguidano (la frazione in cui ha sede l'area protetta), Niviano, Montorso, Verica, Gaiato e Lavacchio, dista 3,5 km da Pavullo, 1,5 km dal fiume Panaro e 20 km da Zocca. Si trova nella valle del Panaro e, in mezzo alla natura, esiste la chiesa di Sassoguidano. La zona si estende da un minimo di 460 a un massimo di 702 metri sul livello del mare. 
La fauna è costituita per la maggior parte da mammiferi come il cervo, e roditori come lo scoiattolo. Sono presenti anche ottanta specie di uccelli, una settantina delle quali vivono nell'area più protetta della zona. La fauna è molto adatta ai climi del Frignano e si sviluppa in una zona vicina al basso Cimone, cioè a 1.200 metri sul livello del mare, costituita da specie che si adattano alla bassa montagna e che crescono nei dintorni cioè nei comuni di Fiumalbo, Pievepelago, Riolunato, Sestola e Pavullo nel Frignano.

### Flora
La specie d'albero più presente e`la quercia, e le loro dimensioni possono arrivare fino a 8 metri di circonferenza e fino a picchi di 75 metri di altezza; visto che è pianta di collina, è situata nei paraggi della Valle del Panaro, in una zona dove non si vede la discesa. eventualmente è situata su una quota tra 620 e i 700 metri di altitudine, all'interno dell'area protetta. 
Per le piante di montagna, sopra i 700 metri di quota, il muschio e il licheno sono piante presenti per le registrazioni meteo di 862 millimetri all'anno, che fanno rendere Pavullo per il 40% dell'anno una zona umida, perfetta per queste piante e altre 20
Poi la pineta è presente anche nelle zone più urbane di Pavullo, come il centro storico e la frazione di Sant'Antonio, ma il pino mugo si trova solo sopra i 750 metri di altitudine. 

### Fauna
La classe più evoluta sono i mammiferi, che comprende animali di montagna come il cervo, importante nella parte Sud e la volpe rossa dell'abitato. Il falco pellegrino è l`uccello più importante di tutti, anche se molto difficile da vedere